# Annette K. Olesen
Annette K. Olesen (* 20. November 1965 in Kopenhagen) ist eine dänische Filmregisseurin.
Olesen studierte Ende der 1980er Jahre an der Dänischen Filmhochschule in Kopenhagen Regie. Sie schloss die Schule 1991 mit ihrem Diplomfilm 10:32 Tirsdag ab. Anschließend begann sie an dieser Schule als Dozentin zu arbeiten und drehte Werbefilme. 2002 stellte sie ihr Spielfilmdebüt Kleine Missgeschicke auf der Berlinale 2002 im Wettbewerb vor und wurde für diesen Film mit dem Blauen Engel ausgezeichnet. Ihren dritten Film 1:1 (Eins zu Eins) stellte sie bei den Internationalen Filmfestspielen 2006 in Berlin vor. Bei den Nordischen Filmtagen Lübeck 2006 gewann Annette K. Olesen mit ihrem Film gleich drei Preise, darunter der bedeutendste des Festivals, den NDR-Filmpreis. 

## Filmografie (Auswahl)
- 2002: Kleine Missgeschicke (Små ulykker)
- 2003: In deinen Händen (Forbrydelser)
- 2006: 1:1 (Eins zu Eins) (En til en)
- 2008: Lille soldat
- 2013: The Shooter (Skytten)